# TOS-1
TOS-1 (em russo:  ТОС-1 - тяжёлая огнемётная система, em português:  Sistema de Lança-Chamas Pesado) é um lançador múltiplo de foguetes soviético de 30 tambores de 220mm (sistema original, Ob.634 ou TOS-1M) ou 24 tambores (Ob.634B ou TOS-1A) montado em um chassi de um tanque T-72. O TOS-1 foi desenhado para combater fortificações inimigas, em terreno aberto, e também veículos blindados leves e de transporte. Foi testado em combate inicialmente no período entre 1988 e 1989 no vale de Panjshir durante a guerra afegã-soviética. O TOS-1 foi exibido pela primeira vez ao público em 1999 em Omsk. Atualmente ele não é usado no exército russo como artilharia, sendo aproveitado principalmente pela unidade de defesa contra armas químicas, biológicas, radiológicas e nucleares do governo, capaz também de disparar ogivas termobáricas.

## Operadores
- Arábia Saudita[2]
- Argélia – 52[3][4][5]
- Azerbaijão – 36[6]
- Cazaquistão – 3[7]
- Iraque – 12[8]
- Síria – 8[9]
- Tajiquistão
- Rússia – 45[10]

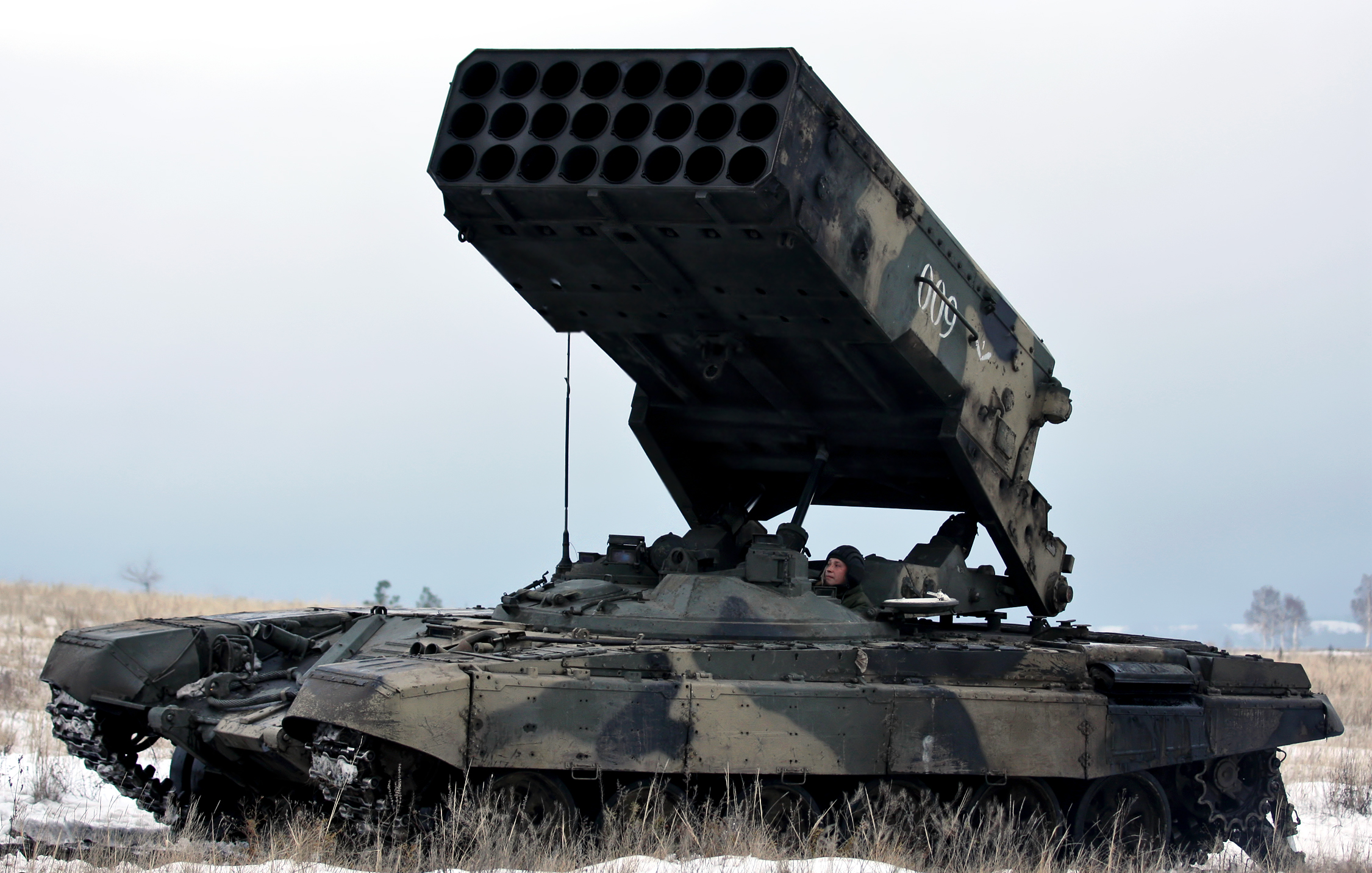
Um TOS-1A montado num veículo BM-1.

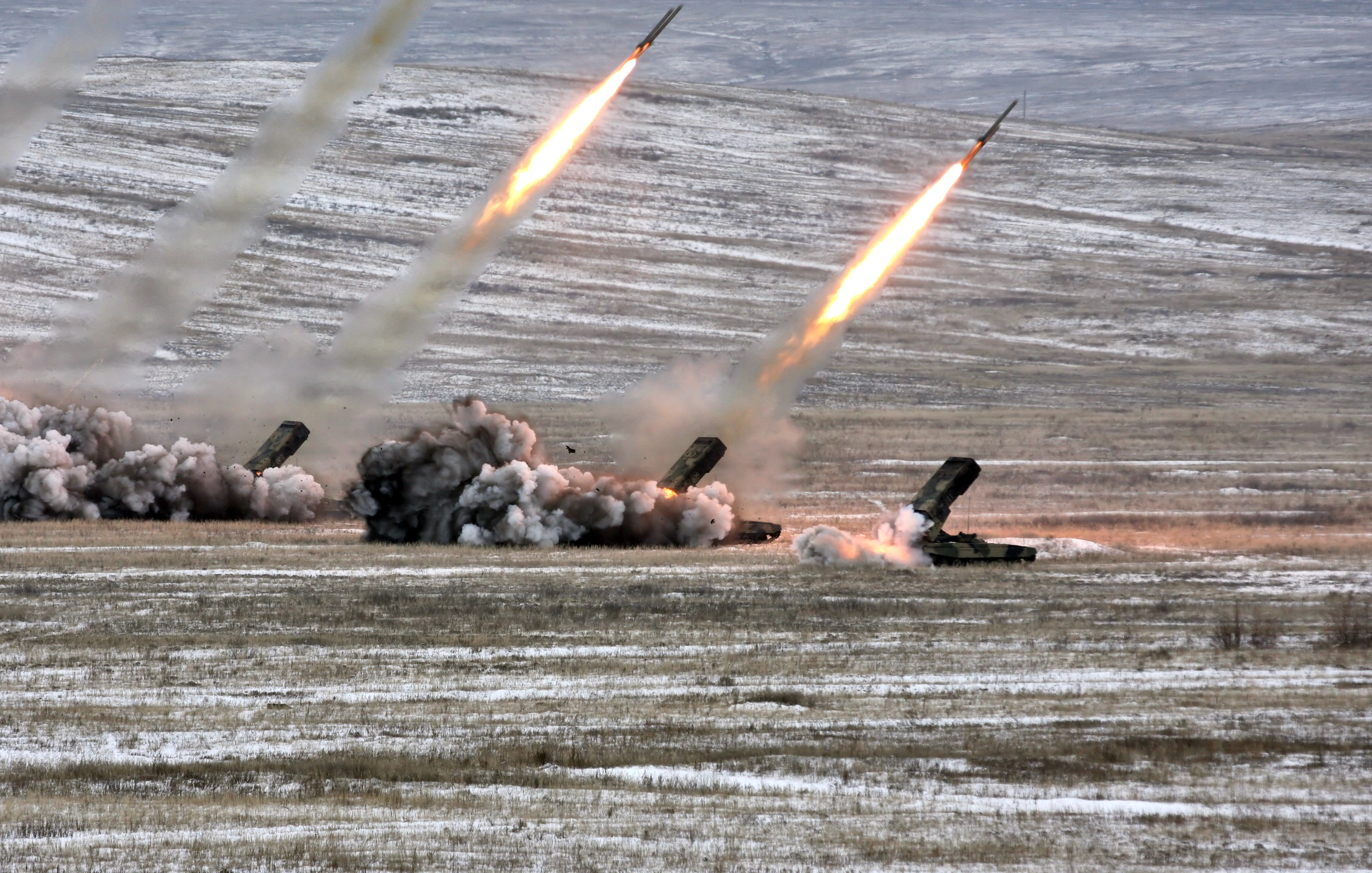
TOS-1 disparando seus foguetes num exercício de treinamento.

- Ucrânia – 8 (capturados da Rússia)[11]